# Wyvern (группа, Италия)
Wyvern — итальянская пауэр/спид-метал-группа, сформированная в 1985 году.

## История
Музыкальный коллектив Wyvern был сформирован в 1985 году и первоначально в музыкальном плане ориентировался на движение NWOBHM. Первоначальный состав команды выглядел следующим образом: Фабио «Бон Айс» Бонаккорси — вокал, Фаусто «Тино» Тинелло — бас, Фабрицио «Бизио» Бернарди — ударные, Джиорджио Комелла — гитара, а также Джованни «Криппо» Крипотос. Дебютный музыкальный материал группы последовал в 1987 году и представлял собой одноимённую четырёхпесенную демозапись. Год спустя вышло второе демо Back to the Ancient Rage, на этот раз содержавшее 7 композиций. К этому же времени группу покидает Криппо, а Комелла и Тинелло подбирают себе новые псевдонимы — Джо Уайлд и Лаки Ти соответственно. В 1989 состав Wyvern пополняется вторым гитаристом Сандро Белледи, при участии которого записывается дебютный полноформатный альбом The Red Flame of Pain. Альбом был издан собственными силами, а его музыка становится в большей части ориентированной на мелодичный пауэр-спид-метал с отдельными элементами прогрессива.
В дальнейшем коллектив начинает активно выступать в клубах по всему северу Италии. В 1991 году группа остаётся без Комеллы, а год спустя уходит Белледи. Но в 1993 году оставшаяся без гитаристом группа находит Марко Галланти и Симона Феррари (также исполнял партии клавишных). Именно таким составом в 1994 году была записана демо-лента Season of Power, композиция Ice Guardian с которой заинтересовала лейбл Underground Symphony, решивший включить её в одноимённую наименованию лейбла компиляцию, содержавшую исключительно песни исполнителей не имевших контракта. В это же году производится запись одного из выступлений коллектива на видео, а впоследствии издаётся на видеокассете под названием Live.
В 1996 году происходит сразу несколько событий: состав Wyvern покидает Галланти, а также записываются три песни для промокассеты The Other One, которая рассылается различного рода лейблам и музыкальным изданиям. В 1997 году следует The Rage of Silence (Live & Rare) — релиз, содержавший несколько композиций с прошлых работ команды, концертных песен и нереализованный материал. В ноябре 2000 года из группы уходит Феррари, его место занимает Лучано Тоскани. В это же время группа заключает договор с Underground Symphony и готовится к записи альбом с рабочим названием Lords of Winter. В 2002 году на Unisound Records в формате CD издаются две первые ремастированные демозаписи, получившие название Back to the Ancient Rage.

## Участники

### Настоящий состав
- Фабио «Бон Айс» Бонаккорси (Fabio «Bon Ice» Bonaccorsi) — вокал
- Simone Manuli — гитара
- Filippo Dall’Asta — гитара
- Фаусто «Тино» Тинелло (Fausto «Tino» Tinello)[2] — бас
- Фабрицио Бернарди (Fabrizio «Bisio» Bernardi) — ударные

### Бывшие участники
Гитара
- Марко Галланти (Marco Gallanti)
- Симон Феррари (Simone Ferrari) (также клавишные)
- Сандро Белледи (Sandro Belledi) (1989—1992)
- Джиорджио Комелла (Giorgio Comella)[3] (1985—1991)
- Джованни «Криппо» Крипотос (Giovanni Cripotos 'Crippo')
- Лучано Тоскани (Luciano Toscani)

## Дискография
- 1987 — Wyvern (демо)
- 1988 — Back to the Ancient Rage (демо)
- 1990 — The Red Flame of Pain
- 1994 — Season of Power (демо)
- 1994 — Live (видео)
- 1996 — The Other One (промокассета)
- 1997 — The Rage of Silence (Live & Rare) (сборник раритетов и концертных композиций)
- 2002 — Wyvern Compilation 1989 1999 (сборник)
- 2002 — Back to the ancient Rage